# سيركوس شارلي
سيركوس شارلي (بالإنجليزية: Circus Charlie)‏ (باليابانية: サーカスチャーリー) ، هي لعبة إلكترونية من نوع رياضة السيرك والأكشن ، صدرت عام 1984م ، طورها ونشرها شركة كونامي اليابانية.

## مراحل اللعبة
تتكون مراحل اللعبة من خمس مراحل وهي :
1. المرحلة الأولى :يكون المهرج هو من يتحكم بالأسد في رياضة القفز وأمامه دائرة ملتهبة بالنيران.
2. المرحلة الثانية: أن يقفز فوق الأسلاك الحديدية والحذر من المس بالقرد أو مجموعة من القردة حتى لا يسقط.
3. المرحلة الثالثة : أن يقفز المهرج من الكرة إلى كرة أخرى ليصل إلى خط النهاية.
4. المرحلة الرابعة : أن يستعرض المهرج للحصان ويواجه خطورة المطبات.
5. المرحلة الخامسة والأخيرة : لعبة الطرابيزة.

## وصلة خارجية
- سيركوس شارلي على موقع IMDb (الإنجليزية)

- Circus Charlie entry at the Centuri.net Arcade Database